# Пещера Кармалюка

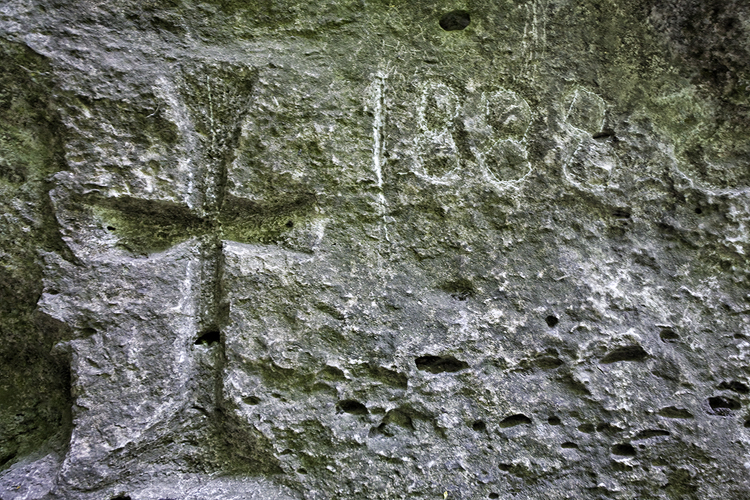
На восточной стене у входа есть вырезанный в камне крест с датой 1888

Пещера Кармалюка (Загнитковский пещерный скит) — искусственная пещера на Украине, расположена вблизи села Загнитков Кодымского района Одесской области на правом берегу реки Майстринцы (левый приток реки Днестр возле села Рашков около границы с Молдавией).
Местное население связывает создание пещеры с фигурой Устима Кармалюка — предводителя крестьянского движения на Подолье в 1813—1835 гг. Пещера могла использоваться в качестве пункта наблюдения во времена восстания. Позже пещера, судя по надписям, использовалась в качестве скита православным отшельником.

## Описание пещеры
Пещера находится в скале, называемой местными жителями «Кармалюкова», состоит из сарматских светло-жёлтых детриусовых известняков. Вырыта пещера в верхней части скалы, почти под плоскостью верхнего плато на высоте около 70 метров. Имеет два этажа, которые соединяются отверстием-люком. Каждый этаж насчитывает по одной комнате. Окна нижнего яруса выходят в глубокую долину, которая просматривается из них на большое расстояние. По мнению исследователей эта комната  создана путём расширения естественной карстовой пещеры. Ранее в дальней части первого этажа существовала стенка, выложенная бутовым камнем, которая со временем разрушена. Верхний ярус представляет собой комнату, вырезанную в скале. В западной части комнаты расположена вырезанная из скалы ниша-лежанка, а в восточной — полуциркульная апсида, которая, по мнению исследователей, имела культовое значение. На стенах комнаты сохранились следы побелки. На восточной стене у входа есть вырезанный в камне крест с датой 1888.

## Исследование пещеры
Впервые пещера  исследована в июне 1976 года одесскими спелеологами Л. Суховеем, С. Воронцовым и С. Кобылянским.